# 鰭斑豬齒魚
鰭斑豬齒魚（學名：Choerodon monostigma），為輻鰭魚綱鱸形目隆頭魚亞目隆頭魚科的其中一種，分布於澳洲西北部及巴布亞紐幾內亞海域，本魚體大部分為灰白色，具有模糊的暗色條紋，背鰭棘後部具一深色斑點，體長可達25公分，棲息海草生長的沙底質海域，生活習性不明，可作為食用魚。

## 擴展閱讀
維基物種上的相關：鰭斑豬齒魚